# Phillip Rhodes
Phillip (Carl) Rhodes (Forest City (North Carolina), 6 juni 1940) is een Amerikaans componist en muziekpedagoog.

## Levensloop
Rhodes studeerde bij William Klenz en Iain Hamilton aan de Duke University in Durham (North Carolina), waar hij in 1962 zijn Bachelor of Music behaalde. Vervolgens studeerde hij aan de Yale School of Music in New Haven (Connecticut) bij George Perle en Gunther Schuller (muziektheorie), Donald Martino en Mel Powell (compositie). Aldaar behaalde hij in 1963 zijn Master of Music.
Met studiebeursen van het Ford Foundation en de Kentucky State Arts Commission kon hij van 1966 tot 1968 werken in Cicero (Illinois) en als Composer-in-Residence tot 1972 in Louisville (Kentucky). In 1974 werd hij docent en vanaf 1981 Andrew W. Mellon Professor of the Humanities aan het Carleton College in Northfield (Minnesota). Van 1985 tot 1987 was hij voorzitter van de Carleton College Music Society.
Rhodes ontving vele prijzen en onderscheidingen zoals van de National Endowment for the Arts, de National Endowment for the Humanities, de Rockefeller Fund for Music, de American Academy of Arts and Letters award en twee Tanglewood Orchestra Prizes.

## Composities

### Werken voor orkest
- 1962 Vier bewegingen voor kamerorkest (won de "Tanglewood Orchestra Prize" 1962)
- 1970 The Lament of Michal, voor sopraan en orkest
- 1971 Divertimento voor klein orkest
- 1971 The three B's (Johann Sebastian Bach, Ludwig van Beethoven, Johannes Brahms), voor groot orkest
- 1974 Concert, voor Bluegrass Band en orkest
  1. Breakdown
  2. Ballad
  3. Variations
- 1974 English country dance suite
  1. The parson's farewell
  2. The hare's maggott
  3. Leapfrog
  4. Appalachian square dance
- 1991 rev.1992 Reels and reveries, variaties voor orkest

### Werken voor harmonieorkest
- 1967 Drie stukken, voor harmonieorkest
- 1967 Remembrance, voor harmonieorkest
- 1972 The Devils' advocate, voor harmonieorkest
- 1977 Ceremonial fanfare and chorale, gebaseerd op de "St. Anne Hymne" voor twee koperensembles
- 1983 Cosmic Fantasies, voor harmonieorkest - oorspronkelijk getiteld: Adventure fantasies for young players
- 2001-2002 March Parody (with variations)
- 2002 Fanfare and Reflections on the Carleton College Alma Mater, voor groot koperensemble

### Oratoria, cantates en gewijde muziek
- 1966-1967 Kyrie, voor driestemmig vrouwenkoor
- 1967 Madrigal, voor gemengd koor en orkest
- 1972 From "Paradise Lost", oratorium in 3 aktes voor spreker, sopraan, tenor, bariton solo, gemengd koor en groot orkest - tekst: John Milton's "Episch gedicht"
- 1972 Prayers from the psalms, voor sopraan, gemengd koor en orgel
- 1972 Witticisms and lamentations from the graveyard, voor gemengd koor
- 1973 "Benediction" setting, voor gemengd koor
- 1976 Cantata: "On the morning of Christ's nativity", cantate voor sopraan en tenor soli, gemengd koor, dwarsfluit, hobo, trompet, fagot en harp - tekst: vanuit een ode van John Milton
- 1990 Wedding song: a blessing, voor sopraan, viool en orgel

### Muziektheater

#### Opera's
| Voltooid in   | titel          | aktes      | première                  | libretto                             |
| ------------- | -------------- | ---------- | ------------------------- | ------------------------------------ |
| 1974-1977     | Odysseus       | onvoltooid |                           | Benjamin Bradford                    |
| 1980 rev.1987 | The Gentle Boy | 1 akte     | 12 juni 1987, Tallahassee | Nathaniel Hawthorne "The Gentle Boy" |
| 1990-1991     | The Magic Pipe | 1 akte     | New York, Carnegie Hall   | Nathaniel Hawthorne "Feathertop"     |

#### Balletten
| Voltooid in | titel              | aktes | première               | libretto | choreografie |
| ----------- | ------------------ | ----- | ---------------------- | -------- | ------------ |
| 1970        | About faces ballet |       | Kentucky Dance Theater |          |              |

### Werken voor koren
- 1961 Three French songs, voor gemengd koor - tekst: Millard C. Dunn
- 1973 Three Kentucky songs, voor gemengd koor en piano
- 1979 Wind songs, voor kinderkoor en Orff-instrumentarium
- 1981 Ad honorem Stravinsky, voor gemengd koor
- 1982 In praise of wisdom, voor gemengd koor en koperensemble
- 1986 Newts to catch the wind, voor gemengd koor en slagwerk
- 1994 Chorale and organ meditation, voor vierstemmig vrouwenkoor en orgel
- 2005 Three Appalachian settings, voor gemengd koor en viool

### Vocale muziek
- 1962 Recollections of a summer past, voor hoge stem en piano - tekst: Millard C. Dunn
- 1964-1965 Three scenes, voor mezzosopraan en piano
- 1969 Autumn Setting, voor sopraan en strijkkwartet
- 1972 Five songs on children's poems, voor sopraan en piano
- 1976 Mountain songs (a ballad cycle), zangcyclus voor hoge stem en piano
- 1978-1979 Visions of remembrance, voor sopraan, mezzosopraan en 12 instrumenten
- 1982 The face I carry with me, voor sopraan, dwarsfluit, altviool, cello en piano - tekst: gedichten van Emily Dickinson
- 1984-1985 Dancing songs, voor kinderstemmen en Orff-instrumentarium
- 1993 Mary's lullaby, een kerstzang voor sopraan, viool en orgel
- 1999-2000 Shakespeare in song, voor hoge stem, klarinet en cello - tekst: William Shakespeare

### Kamermuziek
- 1961 March, voor blazerskwintet
- 1962 Suite no. 2, voor vijf houtblazers
- 1964-1965 Strijktrio, voor viool, altviool en cello
- 1965 rev.1973 Strijktrio, voor viool, altviool en cello
- 1967 Duo, voor viool en cello
- 1967 Ensemble Etudes, voor strijkkwartet en blazerskwintet
- 1973 Museum pieces, voor klarinet en strijkkwartet
- 1975 Kwartet, voor dwarsfluit, viool, cello en harp
- 1987 Processional, voor trompet en orgel
- 1994-1995 Fiddletunes, voor solo viool en synthesized strijkinstrumenten
- 1995-2002 Two Appalachian settings, voor strijkkwartet
- 1998 A love song, voor strijkkwartet
- 2000-2004 Three Gershwin settings, voor viool en piano
- 2002-2003 Meditations upon Lactantius' "De ave phoenice", voor fagot en harp

### Werken voor orgel
- 1995 Chorale fantasy on "O sacred heart, now wounded"

### Werken voor piano
- 1976-1977 Relections: Eight fantasies